# Michael Cleary
Michael „Mike“ Arthur Cleary AO (* 30. April 1940 in Randwick) ist ein ehemaliger australischer Sprinter, Rugbyspieler und Politiker.
Er begann als Rugby-Union-Spieler und gehörte 1961 zur australischen Rugby-Union-Nationalmannschaft.
Bei den British Empire and Commonwealth Games 1962 gewann er Bronze über 100 Yards und wurde jeweils Fünfter über 220 Yards und mit der australischen 4-mal-110-Yards-Stafette. Seine persönliche Bestzeit über 100 m von 10,3 s stellte er am 5. Januar 1963 in Brisbane auf.
1962 wechselte er zum Rugby League. Bis 1970 spielte er für die South Sydney Rabbitohs, danach ein Jahr lang bei den Sydney Roosters. Von 1962 bis 1969 gehörte er zur australischen Rugby-League-Nationalmannschaft und zu den New South Wales Blues.
Von 1974 bis 1991 gehörte als Mitglied der Australian Labor Party dem Unterhaus des Parlaments von New South Wales an. Von 1981 bis 1988 war er Minister für Sport, Freizeit und Tourismus in der Regierung von New South Wales.
1992 wurde er zum Officer des Order of Australia ernannt. 1999 wurde er in die Sport Australia Hall of Fame aufgenommen.